# دیمیتری نظروف
دیمیتری نظروف (انگلیسی: Dimitrij Nazarov؛ زادهٔ ۴ آوریل ۱۹۹۰) بازیکن فوتبال اهل آلمان است.
از باشگاه‌هایی که در آن بازی کرده‌است می‌توان به باشگاه فوتبال کارلسروهه، باشگاه فوتبال ارتسگبیرگ آئو، و باشگاه فوتبال کایزرسلاوترن اشاره کرد.
وی همچنین در تیم ملی فوتبال جمهوری آذربایجان بازی کرده‌است.